# Het verhaal van Sjahriaar en zijn broer
Sjahriaar en zijn broer is het kaderverhaal uit de verhalencyclus Duizend-en-een-nacht.

## Het (kader)verhaal
Sjah Sjahriaar (Sjah van Perzië) nodigt zijn broer, koning Sjahzamaan (van Samarkand), uit voor een bezoek. Vlak voor zijn vertrek (of als hij terugkeert om een geschenk op te halen dat hij was vergeten) betrapt Sjahzamaan zijn vrouw met "een (zwarte) slavenjongen uit de keuken". Na zijn vrouw en haar minnaar te hebben vermoord reist hij bedroefd naar zijn broer. Sjahzamaan: "Vrouwen zijn waarlijk niet te vertrouwen". Na weken zelfmedelijden (en ziekte) betrapt Sjahzamaan de vrouw van zijn broer ('s morgens vroeg in de tuin) op overspel. Sjahzamaan knapt op en wordt door zijn broer gedwongen om het overspel te verraden. Het overspel herhaalt zich voor de ogen van de beide broers. De koningin roept: "'Masoud, Masoud!' en terstond springt er een zwarte slaaf uit de boom op de grond. Hij snelt naar haar toe, tilt haar benen op, vlijt zich tussen haar dijen en heeft gemeenschap met haar.

### Het meisje en de ifriet
Verteerd door verdriet en woede vertrekken de beide bedrogen broers met onbekende bestemming. Bij de kust aangekomen, treffen ze een ifriet (een demon) aan. Na zich verstopt te hebben in een boom, zien ze een vrouw uit een kist van de ifriet tevoorschijn komen. De ifriet legt zich te slapen. De in haar bruidsnacht geroofde vrouw dwingt de beide koningen om seks met haar te hebben, anders zal zij de ifriet wakker maken die hen vervolgens zal doodslaan. Dan vraagt ze hun beider ringen; ze had er reeds 98 en nu dus 100. Er is één ring voor elk overspel.
In een andere versie gaat het om de donker getinte Geest van Salomo, die met een kristallen hutkoffer op zijn hoofd als een cycloon vol rook uit de zee oprijst en onder de boom, waar de twee koningen in zijn gevlucht, gaat slapen. De jonge vrouw, die uit de koffer komt nadat het hoofd van alle geesten deze met een gouden sleutel heeft geopend, blijkt 348 zegelringen te hebben verzameld van de mannen met wie zij de geest heeft bedrogen en voegt er de twee van de broers aan toe.

### De waanzin van Sjahriaar
Overtuigd van de in- en in slechtheid van de vrouw in het algemeen ("Jullie sluwheid is waarlijk ontzaglijk") vermoordt Sjah Sjahriaar als hij thuisgekomen is zijn vrouw en alle slavinnen in zijn paleis. Hij zweert dat hij nooit langer zou huwen dan een enkele nacht en dat hij de vrouw 's ochtends zou doden, opdat haar boosaardigheid en arglistigheid hem bespaard zouden blijven. ("'Er is op de hele aarde geen kuise vrouw te vinden"). Als de stad en het land in diepe rouw zijn vanwege dit voortdurende bloedbad, bedenkt de oudste dochter van de Perzische vizier, Sjeherazade, een list. Zij biedt zich bij haar vader aan om de volgende vrouw van de koning te worden. Haar vader wil dit echter voorkomen. Om haar te waarschuwen vertelt hij Het verhaal van de ezel en de os en Het verhaal van de koopman en de echtgenote.

### De eerste nacht
Als de vizier Sjeherazade niet kan overtuigen van haar idee af te zien, brengt hij haar naar de koning, die haar aanvaardt. Voor zij het bruidsvertrek ingaat, geeft Sjeherazade haar jongere zus Dinarazade de opdracht om 's nachts – na de seks – om een verhaal te vragen dat de koning ertoe moet bewegen zijn handelwijze te staken. En zo gebeurt; de eerste nacht vertelt zij Het verhaal van de koopman en de djinn.

### Het begin van het kaderverhaal
Nadat de nacht voorbij is en de tijd voor de dagelijkse executie aanbreekt, is de koning zo benieuwd naar de afloop van het door Sjeherazade half afgemaakte verhaal, dat hij haar spaart. Sjeherazade verklaart dat het volgende verhaal nog mooier en wonderlijker zal zijn. De Sjah neemt zich voor om haar dan maar een dag later dan voorzien te doden. Dit herhaalt zich zodoende elke nacht vanaf dat moment, tot de cyclus van dood door Sjeherazade is verbroken op het einde van alle nachten en verhalen.

## Plaats binnen de verhalencyclus
Verhalen binnen dit verhaal:
Het verhaal van de ezel en de os en Het verhaal van de koopman en de echtgenote.
Deze twee verhalen zijn niet echt een deel van het kaderverhaal, omdat ze, in tegenstelling tot alle andere verhalen, niet door Sjeherazade zelf, maar door haar vader, de vizier van de koning, worden verteld.
Volgend verhaal (op dit verhaalniveau):
Het verhaal van de koopman en de djinn.

## Verhalenstructuur van Duizend-en-een-nacht
Hieronder volgt de structuur van de verhalen volgens de Franse vertaling door Joseph-Charles Mardrus. Zoals gezegd vormt het verhaal van koning Sjahriaar en zijn broer het kaderverhaal.
| Nacht(en)       |                                                           |                                                                   |                                                                   | Verhaal                                                           | Verteller                      | Opmerking                                     |
| --------------- | --------------------------------------------------------- | ----------------------------------------------------------------- | ----------------------------------------------------------------- | ----------------------------------------------------------------- | ------------------------------ | --------------------------------------------- |
|                 | De ezel en de stier                                       | De ezel en de stier                                               | De ezel en de stier                                               | De ezel en de stier                                               | de vizier                      |                                               |
| 1-3             | De koopman en de djinn                                    | De koopman en de djinn                                            | De koopman en de djinn                                            | De koopman en de djinn                                            | Sjeherazade                    |                                               |
| 1-2             |                                                           | De gazelle                                                        | De gazelle                                                        | De gazelle                                                        | de eerste sjeik                |                                               |
| 2               |                                                           | De twee honden                                                    | De twee honden                                                    | De twee honden                                                    | de tweede sjeik                |                                               |
| 2               |                                                           | De muilezel                                                       | De muilezel                                                       | De muilezel                                                       | de derde sjeik                 |                                               |
| 3-9             | De visser en de djinn                                     | De visser en de djinn                                             | De visser en de djinn                                             | De visser en de djinn                                             | Sjeherazade                    |                                               |
| 3               |                                                           | De djinn vertelt zijn historie                                    | De djinn vertelt zijn historie                                    | De djinn vertelt zijn historie                                    | djinn                          |                                               |
| 4-5             |                                                           | De vizier van Joenan en Roeian                                    | De vizier van Joenan en Roeian                                    | De vizier van Joenan en Roeian                                    | de visser                      |                                               |
| 5               |                                                           |                                                                   | De valk van koning Sindabad                                       | De valk van koning Sindabad                                       | koning Joenan                  |                                               |
| 5               |                                                           |                                                                   | De koopman en de papegaai                                         | De koopman en de papegaai                                         | koning Joenan                  |                                               |
| 5               |                                                           |                                                                   | De prins en de demon                                              | De prins en de demon                                              | Joenans vizier                 |                                               |
| 7-9             |                                                           | De jongeman vertelt zijn historie met de vissen                   | De jongeman vertelt zijn historie met de vissen                   | De jongeman vertelt zijn historie met de vissen                   |                                |                                               |
| 9-18            | De drager en de drie vrouwen                              | De drager en de drie vrouwen                                      | De drager en de drie vrouwen                                      | De drager en de drie vrouwen                                      | Sjeherazade                    | expliciete erotiek                            |
| 11-12           |                                                           | De eerste saloek vertelt zijn historie                            | De eerste saloek vertelt zijn historie                            | De eerste saloek vertelt zijn historie                            |                                |                                               |
| 12-14           |                                                           | De tweede saloek vertelt zijn historie                            | De tweede saloek vertelt zijn historie                            | De tweede saloek vertelt zijn historie                            |                                |                                               |
| 14-15           |                                                           | De derde saloek vertelt zijn historie                             | De derde saloek vertelt zijn historie                             | De derde saloek vertelt zijn historie                             |                                |                                               |
| 16-17           |                                                           | Het oudste meisje, Zobeida, vertelt haar historie                 | Het oudste meisje, Zobeida, vertelt haar historie                 | Het oudste meisje, Zobeida, vertelt haar historie                 |                                |                                               |
| 17              |                                                           | Het tweede meisje, Amina, vertelt haar historie                   | Het tweede meisje, Amina, vertelt haar historie                   | Het tweede meisje, Amina, vertelt haar historie                   |                                |                                               |
| 18-24           | De drie appelen                                           | De drie appelen                                                   | De drie appelen                                                   | De drie appelen                                                   | Sjeherazade                    |                                               |
| 19-24           |                                                           | Vizier Noereddien en het huwelijk van zijn zoon                   | Vizier Noereddien en het huwelijk van zijn zoon                   | Vizier Noereddien en het huwelijk van zijn zoon                   | Dzjiafar                       | expliciete seks                               |
| 20              |                                                           |                                                                   | Het voorgenomen huwelijk van Sjamseddiens dochter                 | Het voorgenomen huwelijk van Sjamseddiens dochter                 | een djenni                     |                                               |
| 24-32           | De gedode bultenaar                                       | De gedode bultenaar                                               | De gedode bultenaar                                               | De gedode bultenaar                                               | Sjeherazade                    |                                               |
| 25-26           |                                                           | De Koptische makelaar vertelt zijn historie                       | De Koptische makelaar vertelt zijn historie                       | De Koptische makelaar vertelt zijn historie                       |                                |                                               |
| 25-26           |                                                           |                                                                   | De jongeman uit Baghdad vertelt zijn historie                     | De jongeman uit Baghdad vertelt zijn historie                     |                                |                                               |
| 27              |                                                           | De rentmeester vertelt zijn historie                              | De rentmeester vertelt zijn historie                              | De rentmeester vertelt zijn historie                              |                                |                                               |
| 27              |                                                           |                                                                   | De man zonder duimen en tenen vertelt zijn historie               | De man zonder duimen en tenen vertelt zijn historie               |                                |                                               |
| 27-28           |                                                           | De Joodse dokter vertelt zijn historie                            | De Joodse dokter vertelt zijn historie                            | De Joodse dokter vertelt zijn historie                            |                                |                                               |
| 27-28           |                                                           |                                                                   | De jongen uit Mosoel vertelt zijn historie                        | De jongen uit Mosoel vertelt zijn historie                        |                                |                                               |
| 28-32           |                                                           | De kleermaker vertelt zijn historie                               | De kleermaker vertelt zijn historie                               | De kleermaker vertelt zijn historie                               |                                |                                               |
| 28-30           |                                                           |                                                                   | De manke jongeman vertelt zijn historie                           | De manke jongeman vertelt zijn historie                           |                                |                                               |
| 30              |                                                           |                                                                   | De barbier vertelt zijn historie                                  | De barbier vertelt zijn historie                                  |                                |                                               |
| 30              |                                                           |                                                                   | Bakboek, de broer van de barbier                                  | Bakboek, de broer van de barbier                                  | de barbier                     |                                               |
| 30-31           |                                                           |                                                                   | Haddar, de broer van de barbier                                   | Haddar, de broer van de barbier                                   | de barbier                     | expliciete erotiek                            |
| 31              |                                                           |                                                                   | Bakbak, de broer van de barbier                                   | Bakbak, de broer van de barbier                                   | de barbier                     |                                               |
| 31              |                                                           |                                                                   | Koes, de broer van de barbier                                     | Koes, de broer van de barbier                                     | de barbier                     |                                               |
| 31-32           |                                                           |                                                                   | Asjar, de broer van de barbier                                    | Asjar, de broer van de barbier                                    | de barbier                     |                                               |
| 32              |                                                           |                                                                   | Sjakalik, de broer van de barbier                                 | Sjakalik, de broer van de barbier                                 | de barbier                     |                                               |
| 32-36           | Anis al-Jalis en Ali-Noer                                 | Anis al-Jalis en Ali-Noer                                         | Anis al-Jalis en Ali-Noer                                         | Anis al-Jalis en Ali-Noer                                         | Sjeherazade                    |                                               |
| 37-44           | Ghanem ben Ajoeb en Koeat al-Koeloeb                      | Ghanem ben Ajoeb en Koeat al-Koeloeb                              | Ghanem ben Ajoeb en Koeat al-Koeloeb                              | Ghanem ben Ajoeb en Koeat al-Koeloeb                              | Sjeherazade                    | erotiek                                       |
| 38              |                                                           | De eunuch Saoeab vertelt zijn historie                            | De eunuch Saoeab vertelt zijn historie                            | De eunuch Saoeab vertelt zijn historie                            |                                | expliciete seks van kinderen                  |
| 38-39           |                                                           | De eunuch Kafoer vertelt zijn historie                            | De eunuch Kafoer vertelt zijn historie                            | De eunuch Kafoer vertelt zijn historie                            |                                |                                               |
| 40              |                                                           | Koeat al-Koeloeb, de levend begraven vrouw, vertelt haar historie | Koeat al-Koeloeb, de levend begraven vrouw, vertelt haar historie | Koeat al-Koeloeb, de levend begraven vrouw, vertelt haar historie |                                |                                               |
| 44-145          | De kinderen van koning Omar al-Neman                      | De kinderen van koning Omar al-Neman                              | De kinderen van koning Omar al-Neman                              | De kinderen van koning Omar al-Neman                              | Sjeherazade                    |                                               |
| 44-53           |                                                           | Sjarkan en Abriza                                                 | Sjarkan en Abriza                                                 | Sjarkan en Abriza                                                 | Sjeherazade                    |                                               |
| 50              |                                                           |                                                                   | De reis van Safia                                                 | De reis van Safia                                                 | Abriza                         |                                               |
| 53-77           |                                                           | De reis van Daoel-Makán en Nózhatoe                               | De reis van Daoel-Makán en Nózhatoe                               | De reis van Daoel-Makán en Nózhatoe                               | Sjeherazade                    |                                               |
| 60-66           |                                                           |                                                                   | De drie poorten                                                   | De drie poorten                                                   | Nózhatoe                       |                                               |
| 77-137          |                                                           | Veldtocht van koning Daoel-Makán en Sjarkan                       | Veldtocht van koning Daoel-Makán en Sjarkan                       | Veldtocht van koning Daoel-Makán en Sjarkan                       | Sjeherazade                    |                                               |
| 78-87           |                                                           |                                                                   | De dood van Omar al-Neman                                         | De dood van Omar al-Neman                                         | vizier Dandan                  |                                               |
| 79              |                                                           |                                                                   |                                                                   | Toespraak van het eerste meisje                                   |                                |                                               |
| 80-81           |                                                           |                                                                   |                                                                   | Toespraak van het tweede meisje                                   |                                |                                               |
| 81              |                                                           |                                                                   |                                                                   | Toespraak van het derde meisje                                    |                                |                                               |
| 81-82           |                                                           |                                                                   |                                                                   | Toespraak van het vierde meisje                                   |                                |                                               |
| 81-83           |                                                           |                                                                   |                                                                   | Toespraak van het vijfde meisje                                   |                                |                                               |
| 83-84           |                                                           |                                                                   |                                                                   | Toespraak van de oude vrouw                                       |                                |                                               |
| 95              |                                                           |                                                                   | Geschiedenis van het klooster                                     | Geschiedenis van het klooster                                     | de oude vrouw                  |                                               |
| 107-136         |                                                           |                                                                   | Prins Diadeem, Aziz en prinses Donia                              | Prins Diadeem, Aziz en prinses Donia                              | vizier Dandan                  |                                               |
| 112-129         |                                                           |                                                                   |                                                                   | Aziz vertelt zijn historie                                        |                                | seks                                          |
| 134             |                                                           |                                                                   |                                                                   | De droom van prinses Donia                                        | haar min                       |                                               |
| 138-145         |                                                           | De avonturen van Kanmakan                                         | De avonturen van Kanmakan                                         | De avonturen van Kanmakan                                         | Sjeherazade                    |                                               |
| 142             |                                                           |                                                                   | Begin van de avonturen van de hasjieseter                         | Begin van de avonturen van de hasjieseter                         | de negerin                     | erotiek                                       |
| 145             |                                                           |                                                                   | De bedoeïen Hamad vertelt zijn historie                           | De bedoeïen Hamad vertelt zijn historie                           |                                |                                               |
| 146-147         | De pauwen en de gans                                      | De pauwen en de gans                                              | De pauwen en de gans                                              | De pauwen en de gans                                              | Sjeherazade                    |                                               |
| 146             |                                                           | De gans vertelt zijn historie                                     | De gans vertelt zijn historie                                     | De gans vertelt zijn historie                                     |                                |                                               |
| 147             | De herder en het meisje                                   | De herder en het meisje                                           | De herder en het meisje                                           | De herder en het meisje                                           | Sjeherazade                    |                                               |
| 148             | De watervogel en de schildpad                             | De watervogel en de schildpad                                     | De watervogel en de schildpad                                     | De watervogel en de schildpad                                     | Sjeherazade                    |                                               |
| 149-150         | De wolf en de vos                                         | De wolf en de vos                                                 | De wolf en de vos                                                 | De wolf en de vos                                                 | Sjeherazade                    |                                               |
| 149             |                                                           | De valk en de patrijs                                             | De valk en de patrijs                                             | De valk en de patrijs                                             | de vos                         |                                               |
| 149             |                                                           | De geneesheer en de boer                                          | De geneesheer en de boer                                          | De geneesheer en de boer                                          | de vos                         |                                               |
| 150             |                                                           | De slang                                                          | De slang                                                          | De slang                                                          | de vos                         |                                               |
| 150             | De muis en de wezel                                       | De muis en de wezel                                               | De muis en de wezel                                               | De muis en de wezel                                               | Sjeherazade                    |                                               |
| 150             | De raaf en de civetkat                                    | De raaf en de civetkat                                            | De raaf en de civetkat                                            | De raaf en de civetkat                                            | Sjeherazade                    |                                               |
| 150-151         | De vos en de raaf                                         | De vos en de raaf                                                 | De vos en de raaf                                                 | De vos en de raaf                                                 | Sjeherazade                    |                                               |
| 150-151         |                                                           | De vlo en de muis                                                 | De vlo en de muis                                                 | De vlo en de muis                                                 | de vos                         |                                               |
| 151             |                                                           | De gier                                                           | De gier                                                           | De gier                                                           | de raaf                        |                                               |
| 151             |                                                           | De mus                                                            | De mus                                                            | De mus                                                            | de raaf                        |                                               |
| 152-169         | Geschiedenis van Ali ben-Bekar en Sjamsennahar            | Geschiedenis van Ali ben-Bekar en Sjamsennahar                    | Geschiedenis van Ali ben-Bekar en Sjamsennahar                    | Geschiedenis van Ali ben-Bekar en Sjamsennahar                    | Sjeherazade                    |                                               |
| 170-236         | Geschiedenis van Kamralzaman en prinses Boedoer           | Geschiedenis van Kamralzaman en prinses Boedoer                   | Geschiedenis van Kamralzaman en prinses Boedoer                   | Geschiedenis van Kamralzaman en prinses Boedoer                   | Sjeherazade                    | expliciete seks en vermeende homoseksualiteit |
| 176-179         |                                                           | De schoonheid van Boedoer                                         | De schoonheid van Boedoer                                         | De schoonheid van Boedoer                                         | de efriet Dahnasj              |                                               |
| 237-249         | Niamah en Naomi (Schoon-geluk en Geluk-schoon)            | Niamah en Naomi (Schoon-geluk en Geluk-schoon)                    | Niamah en Naomi (Schoon-geluk en Geluk-schoon)                    | Niamah en Naomi (Schoon-geluk en Geluk-schoon)                    | Sjeherazade                    |                                               |
| 250-269         | Ala al-Din Abu al-Shamat (met de moedervlek)              | Ala al-Din Abu al-Shamat (met de moedervlek)                      | Ala al-Din Abu al-Shamat (met de moedervlek)                      | Ala al-Din Abu al-Shamat (met de moedervlek)                      | Sjeherazade                    | expliciete seks en pederastie                 |
| 270-287         | De wijze slavin van Aboel-Hassan                          | De wijze slavin van Aboel-Hassan                                  | De wijze slavin van Aboel-Hassan                                  | De wijze slavin van Aboel-Hassan                                  | Sjeherazade                    |                                               |
| 287-290         | De dichter Aboe-Nowas                                     | De dichter Aboe-Nowas                                             | De dichter Aboe-Nowas                                             | De dichter Aboe-Nowas                                             | Sjeherazade                    |                                               |
| 290-315         | De kruier bezoekt Sinbad de zeeman                        | De kruier bezoekt Sinbad de zeeman                                | De kruier bezoekt Sinbad de zeeman                                | De kruier bezoekt Sinbad de zeeman                                | Sjeherazade                    |                                               |
| 291-295         |                                                           | Het eiland van Mihrazja                                           | Het eiland van Mihrazja                                           | Het eiland van Mihrazja                                           | Sinbad de zeeman               |                                               |
| 296-297         |                                                           | Het dal met diamanten                                             | Het dal met diamanten                                             | Het dal met diamanten                                             | Sinbad de zeeman               |                                               |
| 298-301         |                                                           | Het apeneiland van Polyphemos                                     | Het apeneiland van Polyphemos                                     | Het apeneiland van Polyphemos                                     | Sinbad de zeeman               |                                               |
| 302-305         |                                                           | Het suttee-eiland                                                 | Het suttee-eiland                                                 | Het suttee-eiland                                                 | Sinbad de zeeman               |                                               |
| 306-308         |                                                           | De grijsaard van de zee en de kokosnoten                          | De grijsaard van de zee en de kokosnoten                          | De grijsaard van de zee en de kokosnoten                          | Sinbad de zeeman               |                                               |
| 308-311         |                                                           | De ondergrondse rivier naar Ceylon                                | De ondergrondse rivier naar Ceylon                                | De ondergrondse rivier naar Ceylon                                | Sinbad de zeeman               |                                               |
| 311-315         |                                                           | De vliegende mannen                                               | De vliegende mannen                                               | De vliegende mannen                                               | Sinbad de zeeman               |                                               |
| 316-331         | Zoemoerroed en Alisjar                                    | Zoemoerroed en Alisjar                                            | Zoemoerroed en Alisjar                                            | Zoemoerroed en Alisjar                                            | Sjeherazade                    | expliciete seks, gespeelde homoseksualiteit   |
| 331-338         | De kalief en de harem van Ali el-Yamani                   | De kalief en de harem van Ali el-Yamani                           | De kalief en de harem van Ali el-Yamani                           | De kalief en de harem van Ali el-Yamani                           | Sjeherazade                    |                                               |
| 331-338         |                                                           | De harem van Ali el-Yamani                                        | De harem van Ali el-Yamani                                        | De harem van Ali el-Yamani                                        | Mohammed el-Bassri             |                                               |
| 339-346         | De bronzen stad                                           | De bronzen stad                                                   | De bronzen stad                                                   | De bronzen stad                                                   | Sjeherazade                    |                                               |
| 341-342         |                                                           | Oorlog tegen Salomo                                               | Oorlog tegen Salomo                                               | Oorlog tegen Salomo                                               | de efriet Daesch ben Alaemasch |                                               |
| 346-353         | De kalief laat zich een verhaal vertellen                 | De kalief laat zich een verhaal vertellen                         | De kalief laat zich een verhaal vertellen                         | De kalief laat zich een verhaal vertellen                         | Sjeherazade                    |                                               |
| 347-353         |                                                           | De zoon van al-Mansoer vertelt hoe hij een huwelijk herstelt      | De zoon van al-Mansoer vertelt hoe hij een huwelijk herstelt      | De zoon van al-Mansoer vertelt hoe hij een huwelijk herstelt      |                                |                                               |
| 353-355         | De slager en de dochter van de vizier                     | De slager en de dochter van de vizier                             | De slager en de dochter van de vizier                             | De slager en de dochter van de vizier                             | Sjeherazade en de slager       |                                               |
| 355-373         | De houthakker Hassib en prinses Jamlika                   | De houthakker Hassib en prinses Jamlika                           | De houthakker Hassib en prinses Jamlika                           | De houthakker Hassib en prinses Jamlika                           | Sjeherazade                    |                                               |
| 357-370         |                                                           | Koning Beloekia zoekt de ring van Salomo                          | Koning Beloekia zoekt de ring van Salomo                          | Koning Beloekia zoekt de ring van Salomo                          | prinses Jamlika                |                                               |
| 362-363         |                                                           |                                                                   | De schepping                                                      | De schepping                                                      | koning Sakhr                   |                                               |
| 363-369         |                                                           |                                                                   | Jansjah en Sjamsa                                                 | Jansjah en Sjamsa                                                 | Jansjah                        |                                               |
| 373-393         | Anekdoten van het bloemperk van de geest                  | Anekdoten van het bloemperk van de geest                          | Anekdoten van het bloemperk van de geest                          | Anekdoten van het bloemperk van de geest                          | Sjeherazade                    |                                               |
| 373             |                                                           | Al-Rasjied en de wind                                             | Al-Rasjied en de wind                                             | Al-Rasjied en de wind                                             | Sjeherazade                    |                                               |
| 373-375         |                                                           | De jongeling en zijn meester                                      | De jongeling en zijn meester                                      | De jongeling en zijn meester                                      | Sjeherazade                    |                                               |
| 375-376         |                                                           | De kalief vraagt om een verhaal                                   | De kalief vraagt om een verhaal                                   | De kalief vraagt om een verhaal                                   | Sjeherazade                    |                                               |
| 375-376         |                                                           |                                                                   | De goedgevulde zak                                                | De goedgevulde zak                                                | Ali de Pers                    |                                               |
| 376             |                                                           | Al-Rasjied als rechter der liefde                                 | Al-Rasjied als rechter der liefde                                 | Al-Rasjied als rechter der liefde                                 | Sjeherazade                    |                                               |
| 376-377         |                                                           | De jonge of de oude man                                           | De jonge of de oude man                                           | De jonge of de oude man                                           | Sjeherazade                    |                                               |
| 377             |                                                           | De prijs van komkommers                                           | De prijs van komkommers                                           | De prijs van komkommers                                           | Sjeherazade                    |                                               |
| 377-378         |                                                           | Grijze haren                                                      | Grijze haren                                                      | Grijze haren                                                      | Sjeherazade                    |                                               |
| 378             |                                                           | Het verschil gedeeld                                              | Het verschil gedeeld                                              | Het verschil gedeeld                                              | Sjeherazade                    |                                               |
| 378-379         |                                                           | Aboe-Nowas en het bad van sett-Zobeïda                            | Aboe-Nowas en het bad van sett-Zobeïda                            | Aboe-Nowas en het bad van sett-Zobeïda                            | Sjeherazade                    |                                               |
| 379             |                                                           | Improviserende dichters                                           | Improviserende dichters                                           | Improviserende dichters                                           | Sjeherazade                    |                                               |
| 379-380         |                                                           | De ezel                                                           | De ezel                                                           | De ezel                                                           | Sjeherazade                    |                                               |
| 380-381         |                                                           | Sett-Zobeïda betrapt                                              | Sett-Zobeïda betrapt                                              | Sett-Zobeïda betrapt                                              | Sjeherazade                    |                                               |
| 381-382         |                                                           | Mannetje of wijfje                                                | Mannetje of wijfje                                                | Mannetje of wijfje                                                | Sjeherazade                    |                                               |
| 382             |                                                           | De verdeling                                                      | De verdeling                                                      | De verdeling                                                      | Sjeherazade                    |                                               |
| 382-383         |                                                           | De onwetende schoolmeester                                        | De onwetende schoolmeester                                        | De onwetende schoolmeester                                        | Sjeherazade                    |                                               |
| 383             |                                                           | Opschrift van een hemd                                            | Opschrift van een hemd                                            | Opschrift van een hemd                                            | Sjeherazade                    |                                               |
| 383-384         |                                                           | Opschrift van een beker                                           | Opschrift van een beker                                           | Opschrift van een beker                                           | Sjeherazade                    |                                               |
| 384-386         |                                                           | De kalief in de mand                                              | De kalief in de mand                                              | De kalief in de mand                                              | Sjeherazade                    |                                               |
| 386-389         |                                                           | De darmschoonmaker                                                | De darmschoonmaker                                                | De darmschoonmaker                                                | Sjeherazade                    |                                               |
| 389-390         |                                                           | Ogenvreugd                                                        | Ogenvreugd                                                        | Ogenvreugd                                                        | Sjeherazade                    |                                               |
| 390-393         |                                                           | Meisjes of jongens                                                | Meisjes of jongens                                                | Meisjes of jongens                                                | Sjeherazade                    |                                               |
| 390-393         |                                                           |                                                                   | Meisjes of jongens                                                | Meisjes of jongens                                                | Omar al-Homsi                  |                                               |
| 393-399         | De vreemde kalief                                         | De vreemde kalief                                                 | De vreemde kalief                                                 | De vreemde kalief                                                 | Sjeherazade                    |                                               |
| 396-399         |                                                           | De vreemde kalief vertelt zijn historie                           | De vreemde kalief vertelt zijn historie                           | De vreemde kalief vertelt zijn historie                           |                                | expliciete seks                               |
| 399-414         | Rozenkelk en Wereldvreugde                                | Rozenkelk en Wereldvreugde                                        | Rozenkelk en Wereldvreugde                                        | Rozenkelk en Wereldvreugde                                        | Sjeherazade                    |                                               |
| 415-432         | Het vliegende paard                                       | Het vliegende paard                                               | Het vliegende paard                                               | Het vliegende paard                                               | Sjeherazade                    |                                               |
| 432-448         | De streken van Dalila en haar dochter                     | De streken van Dalila en haar dochter                             | De streken van Dalila en haar dochter                             | De streken van Dalila en haar dochter                             | Sjeherazade                    |                                               |
| 449-456         | Ali Kwikzilver en de dochter van Dalila                   | Ali Kwikzilver en de dochter van Dalila                           | Ali Kwikzilver en de dochter van Dalila                           | Ali Kwikzilver en de dochter van Dalila                           | Sjeherazade                    |                                               |
| 450-451         |                                                           | De waterverkoper vertelt zijn historie                            | De waterverkoper vertelt zijn historie                            | De waterverkoper vertelt zijn historie                            |                                |                                               |
| 451-487         | Dzjoeder de visser                                        | Dzjoeder de visser                                                | Dzjoeder de visser                                                | Dzjoeder de visser                                                | Sjeherazade                    |                                               |
| 469-470         |                                                           | De moghrabin vertelt zijn historie                                | De moghrabin vertelt zijn historie                                | De moghrabin vertelt zijn historie                                |                                |                                               |
| 487-501         | Aboe-Kier en Abie-Sier                                    | Aboe-Kier en Abie-Sier                                            | Aboe-Kier en Abie-Sier                                            | Aboe-Kier en Abie-Sier                                            | Sjeherazade                    |                                               |
| 502             | De drie wensen                                            | De drie wensen                                                    | De drie wensen                                                    | De drie wensen                                                    | Sjeherazade                    | ondeugend                                     |
| 502-504         | De jongeman en de masseur                                 | De jongeman en de masseur                                         | De jongeman en de masseur                                         | De jongeman en de masseur                                         | Sjeherazade                    | expliciete seks                               |
| 504-505         | Wit en wit                                                | Wit en wit                                                        | Wit en wit                                                        | Wit en wit                                                        | Sjeherazade                    |                                               |
| 505-515         | De vier Abdallahs                                         | De vier Abdallahs                                                 | De vier Abdallahs                                                 | De vier Abdallahs                                                 | Sjeherazade                    |                                               |
| 515-526         | De jongen met het gele gezicht                            | De jongen met het gele gezicht                                    | De jongen met het gele gezicht                                    | De jongen met het gele gezicht                                    | Sjeherazade                    |                                               |
| 517-525         |                                                           | De jongen met het gele gezicht vertelt zijn historie              | De jongen met het gele gezicht vertelt zijn historie              | De jongen met het gele gezicht vertelt zijn historie              |                                |                                               |
| 523-524         |                                                           |                                                                   | De rode schelp                                                    | De rode schelp                                                    | de koper van de schelp         |                                               |
| 526-549         | Het meisje uit de zee en haar zoon                        | Het meisje uit de zee en haar zoon                                | Het meisje uit de zee en haar zoon                                | Het meisje uit de zee en haar zoon                                | Sjeherazade                    |                                               |
| 549-551         | Isjak Mossoel en zijn gasten                              | Isjak Mossoel en zijn gasten                                      | Isjak Mossoel en zijn gasten                                      | Isjak Mossoel en zijn gasten                                      | Isjak Mossoel                  |                                               |
| 551-555         | De Egyptische fellah en zijn blanke kinderen              | De Egyptische fellah en zijn blanke kinderen                      | De Egyptische fellah en zijn blanke kinderen                      | De Egyptische fellah en zijn blanke kinderen                      | emir Mohammad                  |                                               |
| 551-555         |                                                           | De Frankische vrouw                                               | De Frankische vrouw                                               | De Frankische vrouw                                               | de Egyptische fellah           |                                               |
| 555-576         | Kalief de visser                                          | Kalief de visser                                                  | Kalief de visser                                                  | Kalief de visser                                                  | Sjeherazade                    |                                               |
| 576-579         | Op zoek naar de geschiedenis van Hassan al-Bassri         | Op zoek naar de geschiedenis van Hassan al-Bassri                 | Op zoek naar de geschiedenis van Hassan al-Bassri                 | Op zoek naar de geschiedenis van Hassan al-Bassri                 | Sjeherazade                    |                                               |
| 579-615         | De geschiedenis van Hassan al-Bassri                      | De geschiedenis van Hassan al-Bassri                              | De geschiedenis van Hassan al-Bassri                              | De geschiedenis van Hassan al-Bassri                              | Sjeherazade                    | expliciet                                     |
| 616             | De historische flatulentie                                | De historische flatulentie                                        | De historische flatulentie                                        | De historische flatulentie                                        | Sjeherazade                    |                                               |
| 616-618         | De twee grappenmakers                                     | De twee grappenmakers                                             | De twee grappenmakers                                             | De twee grappenmakers                                             | Sjeherazade                    |                                               |
| 618-622         | De kast met vijf verdiepingen                             | De kast met vijf verdiepingen                                     | De kast met vijf verdiepingen                                     | De kast met vijf verdiepingen                                     | Sjeherazade                    |                                               |
| 622-653         | De grappen van Aboel-Hassan en de kalief                  | De grappen van Aboel-Hassan en de kalief                          | De grappen van Aboel-Hassan en de kalief                          | De grappen van Aboel-Hassan en de kalief                          | Sjeherazade                    | expliciete erotiek                            |
| 654-666         | De liefde van Anis en Zein al-Mawassif                    | De liefde van Anis en Zein al-Mawassif                            | De liefde van Anis en Zein al-Mawassif                            | De liefde van Anis en Zein al-Mawassif                            | Sjeherazade                    | expliciete erotiek                            |
| 666-671         | Aboe-Mohammed met de zachte beenderen                     | Aboe-Mohammed met de zachte beenderen                             | Aboe-Mohammed met de zachte beenderen                             | Aboe-Mohammed met de zachte beenderen                             | Sjeherazade                    |                                               |
| 668-671         |                                                           | Aboe-Mohammed vertelt zijn historie                               | Aboe-Mohammed vertelt zijn historie                               | Aboe-Mohammed vertelt zijn historie                               |                                |                                               |
| 671-679 700-714 | Noer en prinses Mariam                                    | Noer en prinses Mariam                                            | Noer en prinses Mariam                                            | Noer en prinses Mariam                                            | Sjeherazade                    | expliciete erotiek                            |
| 714-716         | Sultan Saladin en zijn vizier                             | Sultan Saladin en zijn vizier                                     | Sultan Saladin en zijn vizier                                     | Sultan Saladin en zijn vizier                                     | Sjeherazade                    |                                               |
| 716-719         | Het graf der minnaars                                     | Het graf der minnaars                                             | Het graf der minnaars                                             | Het graf der minnaars                                             | Abdallah                       |                                               |
| 719-720         | De echtscheiding van Hind                                 | De echtscheiding van Hind                                         | De echtscheiding van Hind                                         | De echtscheiding van Hind                                         | Sjeherazade                    |                                               |
| 720-731         | De spiegel der maagden                                    | De spiegel der maagden                                            | De spiegel der maagden                                            | De spiegel der maagden                                            | Sjeherazade                    |                                               |
| 731-774         | Aladin en de wonderlamp                                   | Aladin en de wonderlamp                                           | Aladin en de wonderlamp                                           | Aladin en de wonderlamp                                           | Sjeherazade                    |                                               |
| 774             | De les van de smid                                        | De les van de smid                                                | De les van de smid                                                | De les van de smid                                                | Sjeherazade                    |                                               |
| 774-779         | Farizad met de rozenglimlach                              | Farizad met de rozenglimlach                                      | Farizad met de rozenglimlach                                      | Farizad met de rozenglimlach                                      | Sjeherazade                    |                                               |
| 780-787         | Kamar en Halima                                           | Kamar en Halima                                                   | Kamar en Halima                                                   | Kamar en Halima                                                   | Sjeherazade                    |                                               |
| 782             |                                                           | De uitgestorven stad                                              | De uitgestorven stad                                              | De uitgestorven stad                                              | de derwisj                     |                                               |
| 783             |                                                           | Het doorboren van de parel                                        | Het doorboren van de parel                                        | Het doorboren van de parel                                        | de vrouw van de barbier        |                                               |
| 787-788         | De dief en de zakkenroller                                | De dief en de zakkenroller                                        | De dief en de zakkenroller                                        | De dief en de zakkenroller                                        | Sjeherazade                    |                                               |
| 788-794         | Het kistje met poeder                                     | Het kistje met poeder                                             | Het kistje met poeder                                             | Het kistje met poeder                                             | Sjeherazade                    |                                               |
| 788-794         |                                                           | De reis met de alchemist                                          | De reis met de alchemist                                          | De reis met de alchemist                                          | Hassan Abdallah                |                                               |
| 794-795         | De gierigaard en zijn muilen                              | De gierigaard en zijn muilen                                      | De gierigaard en zijn muilen                                      | De gierigaard en zijn muilen                                      | Sjeherazade                    |                                               |
| 795             | De kwinkslagen van Bahloel                                | De kwinkslagen van Bahloel                                        | De kwinkslagen van Bahloel                                        | De kwinkslagen van Bahloel                                        | Sjeherazade                    |                                               |
| 795-796         | Een oproep tot wereldvrede                                | Een oproep tot wereldvrede                                        | Een oproep tot wereldvrede                                        | Een oproep tot wereldvrede                                        | Sjeherazade                    |                                               |
| 795-            | De impotente boomkweker                                   | De impotente boomkweker                                           | De impotente boomkweker                                           | De impotente boomkweker                                           | Sjeherazade                    | expliciet                                     |
| 796-806         |                                                           | De twee hasjiesjeters                                             | De twee hasjiesjeters                                             | De twee hasjiesjeters                                             | de boomkweker                  |                                               |
| 798-800         |                                                           |                                                                   | Vadertje poep                                                     | Vadertje poep                                                     | de visser                      | veronderstelde homoseksualiteit               |
| 800-801         |                                                           |                                                                   | De ezel als kadi                                                  | De ezel als kadi                                                  | de visser                      |                                               |
| 802-803         |                                                           |                                                                   | De kadi en het ezeltje                                            | De kadi en het ezeltje                                            | de visser                      |                                               |
| 803-804         |                                                           |                                                                   | De werkloze kadi                                                  | De werkloze kadi                                                  | de visser                      |                                               |
| 804-806         |                                                           |                                                                   | De les van de vrouwenkenner                                       | De les van de vrouwenkenner                                       | de visser                      |                                               |
| 807-814         | De prinses, haar drie neven en de schone djennia          | De prinses, haar drie neven en de schone djennia                  | De prinses, haar drie neven en de schone djennia                  | De prinses, haar drie neven en de schone djennia                  | Sjeherazade                    |                                               |
| 814-819         | De kalief ontmoet Aboel Hassan                            | De kalief ontmoet Aboel Hassan                                    | De kalief ontmoet Aboel Hassan                                    | De kalief ontmoet Aboel Hassan                                    | Sjeherazade                    |                                               |
| 816-819         |                                                           | Aboel Hassan en parelentuil                                       | Aboel Hassan en parelentuil                                       | Aboel Hassan en parelentuil                                       | Aboel Hassan                   |                                               |
| 819-821         | De dromen van Sultan Mahmoed                              | De dromen van Sultan Mahmoed                                      | De dromen van Sultan Mahmoed                                      | De dromen van Sultan Mahmoed                                      | Sjeherazade                    |                                               |
| 821-826         | De kalief ontmoet Aboelkassem                             | De kalief ontmoet Aboelkassem                                     | De kalief ontmoet Aboelkassem                                     | De kalief ontmoet Aboelkassem                                     | Sjeherazade                    |                                               |
| 823-825         |                                                           | De onuitputtelijke schat                                          | De onuitputtelijke schat                                          | De onuitputtelijke schat                                          | Aboelkassem                    |                                               |
| 826-844         | De drie hashiesjeters en de sultan                        | De drie hashiesjeters en de sultan                                | De drie hashiesjeters en de sultan                                | De drie hashiesjeters en de sultan                                | Sjeherazade                    |                                               |
| 831-834         |                                                           | De aap-jongeling                                                  | De aap-jongeling                                                  | De aap-jongeling                                                  | de sultan van Kairo            |                                               |
| 834-836         |                                                           | De eerste dwaas vertelt zijn historie                             | De eerste dwaas vertelt zijn historie                             | De eerste dwaas vertelt zijn historie                             |                                | expliciete seks                               |
| 837-842         |                                                           | De tweede dwaas vertelt zijn historie                             | De tweede dwaas vertelt zijn historie                             | De tweede dwaas vertelt zijn historie                             |                                | expliciete seks                               |
| 842-844         |                                                           | De derde dwaas vertelt zijn historie                              | De derde dwaas vertelt zijn historie                              | De derde dwaas vertelt zijn historie                              |                                |                                               |
| 847-851         | De vrouw van de nar                                       | De vrouw van de nar                                               | De vrouw van de nar                                               | De vrouw van de nar                                               | Sjeherazade                    |                                               |
| 848-849         |                                                           | De vrouw van de stadsbeambte                                      | De vrouw van de stadsbeambte                                      | De vrouw van de stadsbeambte                                      | de banketbakker                | expliciete seks                               |
| 849-850         |                                                           | De vrouw van de sterrenkundige                                    | De vrouw van de sterrenkundige                                    | De vrouw van de sterrenkundige                                    | de groenteboer                 | expliciete seks                               |
| 850-851         |                                                           | De twee ganzen                                                    | De twee ganzen                                                    | De twee ganzen                                                    | de slager                      |                                               |
| 851             |                                                           | De ondeugende zoon                                                | De ondeugende zoon                                                | De ondeugende zoon                                                | de fluitist                    |                                               |
| 851-860         | Ali Baba en de veertig rovers                             | Ali Baba en de veertig rovers                                     | Ali Baba en de veertig rovers                                     | Ali Baba en de veertig rovers                                     | Sjeherazade                    |                                               |
| 860-876         | Al-Rashid op de brug van Bagdad                           | Al-Rashid op de brug van Bagdad                                   | Al-Rashid op de brug van Bagdad                                   | Al-Rashid op de brug van Bagdad                                   | Sjeherazade                    |                                               |
| 861-865         |                                                           | Het meisje dat een vampier was                                    | Het meisje dat een vampier was                                    | Het meisje dat een vampier was                                    | Sidi Neman                     |                                               |
| 866-868         |                                                           | De wantrouwige vrouw en de djinn                                  | De wantrouwige vrouw en de djinn                                  | De wantrouwige vrouw en de djinn                                  | de schone ruiter               |                                               |
| 868-873         |                                                           | De fortuinlijke touwslager                                        | De fortuinlijke touwslager                                        | De fortuinlijke touwslager                                        | de vrijgevige sjeik Hassan     |                                               |
| 873-874         |                                                           | De simulerende schoolmeester                                      | De simulerende schoolmeester                                      | De simulerende schoolmeester                                      | de schoolmeester               |                                               |
| 874-876         |                                                           | De hebzuchtige kameeldrijver                                      | De hebzuchtige kameeldrijver                                      | De hebzuchtige kameeldrijver                                      | Baba Abdallah                  |                                               |
| 876-881         | Prinses Suleika                                           | Prinses Suleika                                                   | Prinses Suleika                                                   | Prinses Suleika                                                   | Hassan                         |                                               |
| 881-882         | De koppige jongen en zijn zus                             | De koppige jongen en zijn zus                                     | De koppige jongen en zijn zus                                     | De koppige jongen en zijn zus                                     | Sjeherazade                    |                                               |
| 882-883         | De verloren enkelband                                     | De verloren enkelband                                             | De verloren enkelband                                             | De verloren enkelband                                             | Sjeherazade                    |                                               |
| 883-886         | De bok en de prinses                                      | De bok en de prinses                                              | De bok en de prinses                                              | De bok en de prinses                                              | Sjeherazade                    |                                               |
| 886-888         | De schildpad en de prins                                  | De schildpad en de prins                                          | De schildpad en de prins                                          | De schildpad en de prins                                          | Sjeherazade                    |                                               |
| 888-889         | De dochter van de erwtenverkoper                          | De dochter van de erwtenverkoper                                  | De dochter van de erwtenverkoper                                  | De dochter van de erwtenverkoper                                  | Sjeherazade                    |                                               |
| 889-890         | Het verlossende woord                                     | Het verlossende woord                                             | Het verlossende woord                                             | Het verlossende woord                                             | Sjeherazade                    |                                               |
| 890-891         | De kapitein van politie                                   | De kapitein van politie                                           | De kapitein van politie                                           | De kapitein van politie                                           | Sjeherazade                    |                                               |
| 891-892         | De edelmoedigste                                          | De edelmoedigste                                                  | De edelmoedigste                                                  | De edelmoedigste                                                  | Sjeherazade                    |                                               |
| 892-893         | De ontmande barbier                                       | De ontmande barbier                                               | De ontmande barbier                                               | De ontmande barbier                                               | Sjeherazade                    |                                               |
| 893-894         | Fairoez en zijn vrouw                                     | Fairoez en zijn vrouw                                             | Fairoez en zijn vrouw                                             | Fairoez en zijn vrouw                                             | Sjeherazade                    |                                               |
| 894             | De geboorte van de geest                                  | De geboorte van de geest                                          | De geboorte van de geest                                          | De geboorte van de geest                                          | Sjeherazade                    |                                               |
| 895-904         | Het toverboek                                             | Het toverboek                                                     | Het toverboek                                                     | Het toverboek                                                     | Sjeherazade                    |                                               |
| 905-922         | Prins Diamant                                             | Prins Diamant                                                     | Prins Diamant                                                     | Prins Diamant                                                     | Sjeherazade                    |                                               |
| 916-919         |                                                           | De koning van Wakak vertelt zijn historie                         | De koning van Wakak vertelt zijn historie                         | De koning van Wakak vertelt zijn historie                         |                                | expliciete seks                               |
| 922-926         | De grappen van Goha                                       | De grappen van Goha                                               | De grappen van Goha                                               | De grappen van Goha                                               | Sjeherazade                    | expliciete seks                               |
| 926-937         | De luitiste Tohja                                         | De luitiste Tohja                                                 | De luitiste Tohja                                                 | De luitiste Tohja                                                 | Sjeherazade                    |                                               |
| 937-954         | De politiehoofdlieden van Baïbar                          | De politiehoofdlieden van Baïbar                                  | De politiehoofdlieden van Baïbar                                  | De politiehoofdlieden van Baïbar                                  | Sjeherazade                    |                                               |
| 937-939         |                                                           | Het lesbische meisje en de kadi                                   | Het lesbische meisje en de kadi                                   | Het lesbische meisje en de kadi                                   | politiehoofdman Moin           |                                               |
| 939-940         |                                                           | Een huwelijk onder voorwaarden                                    | Een huwelijk onder voorwaarden                                    | Een huwelijk onder voorwaarden                                    | de tweede politiehoofdman      |                                               |
| 940-941         |                                                           | De slimme vissersvrouw                                            | De slimme vissersvrouw                                            | De slimme vissersvrouw                                            | politiehoofdman Ezz            |                                               |
| 941-943         |                                                           | De visserszoon en de sultan                                       | De visserszoon en de sultan                                       | De visserszoon en de sultan                                       | politiehoofdman Mohii          |                                               |
| 943-945         |                                                           | Jasmijn en de sultan                                              | Jasmijn en de sultan                                              | Jasmijn en de sultan                                              | politiehoofdman Noer           |                                               |
| 945-948         |                                                           | De avonturen van Dalai                                            | De avonturen van Dalai                                            | De avonturen van Dalai                                            | politiehoofdman Gamal          |                                               |
| 948-948         |                                                           | De betrapte dief                                                  | De betrapte dief                                                  | De betrapte dief                                                  | politiehoofdman Fakhr          |                                               |
| 948-950         |                                                           | De zoon van de fluitist en de prinses                             | De zoon van de fluitist en de prinses                             | De zoon van de fluitist en de prinses                             | politiehoofdman Nizam          |                                               |
| 950-951         |                                                           | Sittoekhan en de prins                                            | Sittoekhan en de prins                                            | Sittoekhan en de prins                                            | politiehoofdman Gelal          |                                               |
| 951-952         |                                                           | Mohamed en de dochter van de preienkweker                         | Mohamed en de dochter van de preienkweker                         | Mohamed en de dochter van de preienkweker                         | politiehoofdman Helal          |                                               |
| 952             |                                                           | De verstoten prins                                                | De verstoten prins                                                | De verstoten prins                                                | politiehoofdman Salah          |                                               |
| 952-954         |                                                           | Mahamed en de maghrebien                                          | Mahamed en de maghrebien                                          | Mahamed en de maghrebien                                          | politiehoofdman Nassr          |                                               |
| 954-959         | De rozemarijn en de Chinese maagd                         | De rozemarijn en de Chinese maagd                                 | De rozemarijn en de Chinese maagd                                 | De rozemarijn en de Chinese maagd                                 | Sjeherazade                    |                                               |
| 959-971         | De honingtaart en de rampzalige vrouw van de schoenlapper | De honingtaart en de rampzalige vrouw van de schoenlapper         | De honingtaart en de rampzalige vrouw van de schoenlapper         | De honingtaart en de rampzalige vrouw van de schoenlapper         | Sjeherazade                    | expliciete seks                               |
| 971-972         | Dakvensters van kennis en geschiedenis                    | Dakvensters van kennis en geschiedenis                            | Dakvensters van kennis en geschiedenis                            | Dakvensters van kennis en geschiedenis                            | Sjeherazade                    |                                               |
| 972-974         |                                                           | De dichter Doreied                                                | De dichter Doreied                                                | De dichter Doreied                                                | de rijke jongeling             |                                               |
| 974-975         |                                                           | De dichter Find en zijn dochters                                  | De dichter Find en zijn dochters                                  | De dichter Find en zijn dochters                                  | de rijke jongeling             |                                               |
| 975-976         |                                                           | Prinses Fatimah en de dichter Moerakisj                           | Prinses Fatimah en de dichter Moerakisj                           | Prinses Fatimah en de dichter Moerakisj                           | de rijke jongeling             |                                               |
| 976-977         |                                                           | De wraak van koning Hojjr                                         | De wraak van koning Hojjr                                         | De wraak van koning Hojjr                                         | de rijke jongeling             |                                               |
| 977-978         |                                                           | Vrouwen over hun mannen                                           | Vrouwen over hun mannen                                           | Vrouwen over hun mannen                                           | de rijke jongeling             |                                               |
| 978-980         |                                                           | Omar de halveerder                                                | Omar de halveerder                                                | Omar de halveerder                                                | de rijke jongeling             |                                               |
| 980-981         |                                                           | Salamah de blauwe                                                 | Salamah de blauwe                                                 | Salamah de blauwe                                                 | Mohammad de Koefik             |                                               |
| 981-982         |                                                           | De tafelschuimer                                                  | De tafelschuimer                                                  | De tafelschuimer                                                  | de rijke jongeling             |                                               |
| 982-984         |                                                           | De gunstelinge van het noodlot                                    | De gunstelinge van het noodlot                                    | De gunstelinge van het noodlot                                    | de rijke jongeling             |                                               |
| 984-986         |                                                           | Het rouwsnoer                                                     | Het rouwsnoer                                                     | Het rouwsnoer                                                     | de rijke jongeling             |                                               |
| 986-988         |                                                           | Isak van Mossiel en de vergeten melodie                           | Isak van Mossiel en de vergeten melodie                           | Isak van Mossiel en de vergeten melodie                           | Isak ben Ibrahim               |                                               |
| 988-989         |                                                           | De twee danseressen                                               | De twee danseressen                                               | De twee danseressen                                               | de rijke jongeling             |                                               |
| 989-991         |                                                           | De room met amandelolie en het juridische probleem                | De room met amandelolie en het juridische probleem                | De room met amandelolie en het juridische probleem                | de rijke jongeling             |                                               |
| 989-990         |                                                           |                                                                   | De room met amandelolie                                           | De room met amandelolie                                           | Jacoeb aboe Joessoef           |                                               |
| 990-991         |                                                           |                                                                   | Het juridische probleem                                           | Het juridische probleem                                           | Jacoeb aboe Joessoef           |                                               |
| 991-993         |                                                           | Het Arabische meisje bij de bron                                  | Het Arabische meisje bij de bron                                  | Het Arabische meisje bij de bron                                  | de rijke jongeling             |                                               |
| 993-994         |                                                           | Het euvel van het aanhouden                                       | Het euvel van het aanhouden                                       | Het euvel van het aanhouden                                       | de rijke jongeling             |                                               |
| 994-998         | Het einde van Dzijafar en de Barmakisen                   | Het einde van Dzijafar en de Barmakisen                           | Het einde van Dzijafar en de Barmakisen                           | Het einde van Dzijafar en de Barmakisen                           | Sjeherazade                    |                                               |
| 998-1001        | Prins Jasmijn en prinses Amandel                          | Prins Jasmijn en prinses Amandel                                  | Prins Jasmijn en prinses Amandel                                  | Prins Jasmijn en prinses Amandel                                  | Sjeherazade                    |                                               |

## Referentie
De voor deze samenvatting gebruikte vertaling en citaten is die van Richard van Leeuwen op basis van de Mahdi-tekst en houdt de volgorde van de Boelaak-tekst aan.